# Mike Von Erich
Michael Brett "Mike" Adkisson, meglio conosciuto come Mike Von Erich (Dallas, 2 marzo 1964 – Lake Dallas, 12 aprile 1987), è stato un wrestler statunitense.

## Biografia
Molti wrestler che conobbero Mike, come suo fratello Kevin, King Kong Bundy, "Gentleman" Chris Adams, Gary Hart e Jake Roberts, affermarono tutti che egli non avrebbe mai voluto diventare un lottatore. Non era un atleta nato come i suoi fratelli maggiori, e la sua aspirazione era quella di lavorare come cameraman nella federazione del padre, la World Class Championship Wrestling. Inoltre suonava la chitarra ed avrebbe voluto diventare un musicista.
Il 24 novembre 1983 Mike debuttò come wrestler sconfiggendo Skandor Akbar durante l'evento WCCW Wrestling Star Wars alla Reunion Arena. In seguito restò coinvolto in svariati confronti con i Freebirds. Il 17 ottobre 1983, Von Erich e Michael Hayes ebbero una lite a Ft. Worth, dopo che Hayes aveva strappato una giacca che Mike aveva ricevuto in regalo da Kerry.
Il 25 dicembre 1983 Mike si alleò con il fratello Kevin contro Terry Gordy e Buddy Roberts. L'unica volta nella quale Mike lottò in coppia con il fratello David, ebbe luogo nel gennaio 1984 quando, insieme a Kerry, affrontarono i Freebirds. Mike prese il posto di David nel tag team con Kerry dopo la morte di David nel febbraio 1984.
La WCCW cercò di imbastire un feud tra Mike e Brian Adias nell'ottobre 1986, poiché Kerry era infortunato e fuori dai giochi per un certo periodo. Il 3 maggio 1987 Mike ed Adias avrebbero dovuto lottare in un match all'evento Parade of Champions, ma Mike morì il 12 aprile. Il suo ultimo incontro di wrestling si svolse il 3 aprile 1987, contro Mike Williams.

## Vita privata
Il 14 febbraio 1985 Mike si sposò con Shani Garza. Era un cristiano rinato.
Si operò a una spalla il 22 agosto 1985, a causa di un infortunio rimediato durante una tournée di wrestling in Israele. In seguito gli venne diagnosticata una sindrome da shock tossico. Come risultato della malattia riportò dei danni cerebrali e perse molto peso.
Nel 1986 riportò un infortunio alla testa in un incidente d'auto nel quale il suo veicolo si ribaltò dopo che ne aveva perso il controllo. In aggiunta, Kevin citò un incidente in cui Mike colpì un lampione in preda alla frustrazione per la sua condizione attuale. Kevin una volta disse che anche Mike soffriva della pressione di dover "essere David" dopo la morte di suo fratello. Fin dall'inizio della sua carriera, Mike era sotto pressione affinché riuscisse allo stesso livello dei suoi fratelli.

### Morte
Qualche giorno prima del suo decesso, Mike fu arrestato per guida in stato di ubriachezza e possesso di droga. Il 12 aprile 1987, lasciò un biglietto d'addio indirizzato alla famiglia, poi si recò a Lake Dallas e si tolse la vita tramite overdose di sonniferi (Placidyl) ed alcool. Il suo cadavere venne rinvenuto quattro giorni dopo. Mike Von Erich fu sepolto nel cimitero Grove Hill Memorial Park a Dallas, in Texas.

## Riferimenti in altri media
- Mike Von Erich è stato incluso nei videogiochi Legends of Wrestling (come personaggio sbloccabile) e Legends of Wrestling II (2002).
- Nel 2019 la storia di Mike è stata raccontata durante la puntata della serie Dark Side of the Ring dedicata alla famiglia Von Erich.
- Nel film The Warrior: The Iron Claw del 2023 Mike è stato interpretato da Stanley Simons.

## Titoli e riconoscimenti
- Pro Wrestling Illustrated
  - PWI Most Inspirational Wrestler of the Year (1985)
  - PWI Rookie of the Year (1984)
  - 288º tra i 500 migliori wrestler singoli nella "PWI Years" (2003)
  - 23º tra i 500 migliori wrestler singoli nella "PWI Years" (2003)
- World Class Championship Wrestling
  - WCWA World Heavyweight Championship (1)
  - NWA World Six-Man Tag Team Championship (Texas version) (4) - con Kerry e Kevin Von Erich (3), Kevin e Lance Von Erich (1)
  - WCCW Middle Eastern Championship (1)
- World Wrestling Entertainment
  - Hall of Fame (2009) (come membro della Famiglia Von Erich)
- Wrestling Observer Newsletter
  - Feud of the Year (1983, 1984)Kerry e Kevin Von Erich vs. The Fabulous Freebirds
  - Match of the Year (1984)Kerry Von Erich e Kevin Von Erich vs. The Fabulous Freebirds in un Anything Goes match del 4 luglio
  - Worst Wrestler (1986)